# Delphyre hebes
Delphyre hebes là một loài bướm đêm thuộc phân họ Arctiinae, họ Erebidae.